# Петър Бояджиевски
Петър Бояджиевски (на македонска литературна норма: Петар Бојаџиевски) е виден северномакедонски лекар, офталмолог, учен и педагог, автор на първия офталмологичен учебник в страната (1996).

## Биография
Роден е в 1939 година в битолското село Кременица, тогава в Кралство Югославия, днес в Северна Македония. Завършва Медицинския факултет на Скопския университет в 1964 година. В май 1965 година започва да работи в Здравната служба на село Бистрица, на която е директор до 1968 година, когато е преместен в Трета районна здравна служба в Битоля. Работи като офталмолог в очното отделение в Битоля до своето пенсиониране в 2003 година. В 1974 година специализира офталмология в Скопие. От 1976 година е член на Дружеството за наука и изкуство – Битоля. В 1978 – 1979 година шест месеца специализира в Лион и Париж. В Лион преподава като асистент в Университета „Клод Бернар“ и става член на Френското офталмологично дружество. В 1983 година става примариус. Инициатор и организатор е на Битолските медицински дни, които се провеждат на две години от1985 година. В 1989 година защитава докторат „Здравеопазването и здравната култура на Битола през вековете“ в Медицинския факултет на Университета в Нови Сад. В 1990 – 1991 година е директор на Медицинския център – Битоля. В 1992 – 1994 година е член на Съвета по здравеопазване при Министерството на здравеопазването на Република Македония. В 1993 – 1995 година е подпредседател на Македонската асоциация за история на медицината.
Член е на Дружеството на офталмолозите на Република Македония и е автор на много научни трудове. В 1993 година получава наградата „4-ти ноември“ на град Битоля, а в 2003 година наградата на Сдружението на лекарите на Македония „Трифун Пановски“.